# ヴァイオリン協奏曲第1番 (プロコフィエフ)
セルゲイ・プロコフィエフの《ヴァイオリン協奏曲 第1番 ニ長調》作品19は、1916年から1917年にかけて作曲されたプロコフィエフ最初のヴァイオリン協奏曲。初演は1923年10月18日にパリのオペラ座にてマルセル・ダリューのヴァイオリン独奏とセルゲイ・クーセヴィツキー指揮パリ・オペラ座管弦楽団による。このときは全く作風の異なるストラヴィンスキーの八重奏曲が同時に初演されており、その影響で、歌謡的性格が強いこの楽曲の初演は必ずしも成功ではなかったが、今日ではプロコフィエフの協奏的作品の中で最も愛好される作品の一つになっている。イーゴリ・ストラヴィンスキーは概してプロコフィエフの作品に好意的でなかったものの、この作品については褒めた。カロル・シマノフスキとアルトゥール・ルービンシュタインはこの作品の上演に接した後、感極まって楽屋に作曲者を訪ねたという。

## 楽器編成
独奏ヴァイオリン、フルート2（ピッコロ1持ち替え）、オーボエ2、クラリネット2、ファゴット2、ホルン4、トランペット2、チューバ、ティンパニ、小太鼓、タンブリン、ハープ、弦五部

## 演奏時間
約22分（各9分、4分、9分）

## 楽曲構成
以下の3楽章からなる。
1. アンダンティーノ（ニ長調）
2. スケルツォ、ヴィヴァーチッシモ（イ短調）
3. モデラート - アンダンテ（ニ長調）

第1楽章は霊妙な響きに始まり、躍動感と静止状態の間を行きつ戻りつし、終結部においても、開始のときと同じく平和裏に、楽章を畳んでいく。この特徴は第1楽章に限らず、どの楽章にも当てはまるので、性格的に作品全体が一つに統一されているといえる。独立後のプロコフィエフの作品としては、全般的に瞑想的で白昼夢のような不思議な抒情性に溢れている。